# Nicolás Moreno
Nicolás Moreno (28 de diciembre de 1923 en Ciudad de México - 4 de febrero de 2012) fue un paisajista mexicano considerado como uno de los mejores en su género en el siglo XX, así como heredero de la tradición mexicana de José María Velasco y Dr. Atl. A pesar de que nació en la Ciudad de México en 1923, tuvo los primeros contactos con la naturaleza al viajar con su abuelo y vivir brevemente en Celaya, Guanajuato. Estudió arte en la Escuela Nacional de Artes Plásticas pero se desanimó temporalmente cuando se le dijo que el paisajismo era un "género menor". Su trabajo se centra casi por completo en los variados paisajes de México, sobre todo para documentarlo, incluyendo la degradación del medio ambiente. Su trabajo incluye paisajes que aparecen en alrededor de cien exposiciones individuales en México y en el extranjero, así como una serie de murales importantes incluyendo los que están en el Museo Nacional de Antropología.

## Vida
Nicolás Moreno nació en la colonia Santa Julia de la Ciudad de México el 28 de diciembre de 1923  A pesar de vivir en la gran ciudad de capital, tuvo contacto con la naturaleza a una edad muy temprana viajando con su abuelo paterno Sixto Moreno quien trabajó como arriero. Esto le permitió ver gran parte del campo que rodeaba la Ciudad de México en ese momento.  Él tuvo más experiencia en el campo cuando su familia se trasladó a Celaya, Guanajuato cuando tenía diez años. Sin embargo, pasó sólo un año allí antes de regresar a la Ciudad de México por la inestabilidad política.
Su familia era pobre por lo que sólo le pudieron pagar hasta los estudios elementales, debido a urgencias económicas Nicolás tuvo que empezar a trabajar desde muy pequeño pero asistía a clases vespertinas de dibujo en La Esmeralda. Su talento lo llevó a ganar un premio en efectivo el cual le permitió entrar a la Escuela Nacional de Artes Plásticas (ENAP), la antigua Academia de San Carlos en donde estudio de 1941 hasta 1945 El dedicó los siguientes 5 años estudiando y viajando a diferentes partes de México para pintar su primer profesor en ENAP fue Benjamín Coria quien por un tiempo consideró el paisajismo como un género menor lo que desanimó temporalmente al pintor. En San Carlos conoció a Alfredo Zalce quien lo animó para practicar el grabado. Uno de sus últimos profesores, Luis Sahagún Cortés le enseñó como pintar con óleos y espátula. También tuvo contacto con otros artistas contemporáneos tales como José Chávez Morado y Raúl Anguiano.
En 1946 ingresó como profesor de Enseñanza Artística a la Escuela Normal Rural de Mexe, en el estado de Hidalgo. En 1947 entra como profesor de Enseñanza Artística Elemental en la Escuela Normal de Señoritas, también da clases en las secundarias No. 4 de las calle de Cuba, la No. 1 en Regina y en la primera que se estableció en Tlalpan. En 1953 gana una beca del INBA para pintar un año con sueldo de profesor.
Él murió el 4 de febrero de 2012.

## Carrera
Fue un pintor, dibujante, grabador y muralista considerado como uno de los mejores muralistas del siglo XX Sus obras han incluido representaciones de las inmensas cañadas de la Sierra Tarahumara, el Valle del Mezquital y los restos del Lago de Xochimilco. Tuvo alrededor de cien exhibiciones individuales de su trabajo con exposiciones individuales y colectivas en los Estados Unidos, Perú, España, Francia, Alemania, Checoslovaquia, Inglaterra, Rusia, Polonia, China y Japón  Muchas de estas exposiciones fueron apoyadas por el Instituto Nacional de Bellas Artes y concluyó con sus obras siendo parte de un número importante de colecciones en Europa. Fue además uno de los miembros fundadores del Salón de la Plástica Mexicana, junto con Raúl Aguiano, Dr. Atl, Angelina Beloff, Federico Cantú, Dolores Cueto y Germán Cueto.
Una de las primeras exposiciones en las que participó fue en 1947 la cual se llamaba "Las vacaciones del pintor", una exposición de la Escuela Nacional del Artes Plásticas de la Universidad Autónoma Nacional de México, en el mes de febrero, la cual se dio tras llevar a varios alumnos a un recorrido por Mezquital, Tepoztlán, Chiapas, Santa María Regla y el Valle de México. Chávez Morado dijo ante la prensa "En cuanto a la calidad plástica de las obras de la Exposición debemos decir que casi todos los alumnos que disfrutaron de estos viajes, presentaron obras de importancia, destacándose las de Nicolás Moreno...".
Su trabajo como muralista incluye “Los indígenas en la historia” en la escuela Ezequiel A. Chávezl, “Homenaje al Maestro Rural” en el Centro Cultural del México Contemporáneo, y un par de murales llamados "El valle de México” el cual fue hecho por Moreno y su hijo Alejandro Moreno en 1995 para el Museo Universitario Contemporáneo del Arte de la UNAM.  Creó los murales del paisaje de Juchitepec y El Valle del Mezquital entre 1963 y 1964. El último mural fue famoso por su representación de las temporadas lluviosas y secas de la zona. Algunos de sus trabajos más importantes son los murales en el Museo Nacional de Antropología, el cual incluye una representación del área alrededor de Teotihuacán durante la era prehispánica y el área alrededor de Suchitepec y El Valle del Mezquital. El mural de Teotihuacán fue originalmente ofrecido a Dr. Atl, quien la rechazó pero recomendó a Moreno para la tarea.
Su carrera como profesor de arte comenzó en 1946 en la Escuela Rural Mexe en Hidalgo.  Después el prosiguió enseñando en diversas escuelas y la Escuela Normal de las Señoritas Comenzó enseñando paisajismo en la Escuela nacional de Artes Plásticas en 1951 y organizó "Exposiciones viajeras" para la institución el año siguiente.  Comenzó a enseñar en la escuela La Esmeralda en 1963 e impartió clases en varios lugares del país hasta los años 2000's el dio clase a artistas tales como Carlos Pellicer López.
Su primer premio importante fue el tercer lugar en el primer Concurso de Profesores de la ENAP Jerónimo Antonio en 1969. Desde entonces, ha recibido varios premios en INBA por su grabado, óleos y punta seca Su trabajo fue honrado por el Salón de la Plástica Mexicana en 1957, 1966 y 2001, culminando con el Gran Premio anual de Adquisición. En 2010 una exposición conmemorativa de su carrera se llevó a cabo por la misma institución. Un libro de su obra llamada "Los Árboles en la Plástica de Nicolás Moreno" fue publicado en 2008. Además, fue distinguido por su vida en el Museo Nacional de Arte. En 2012, el Salón de la Plástica Mexicana llevó a cabo una exposición de homenaje póstumo llamado "la naturaleza del paisaje" con 76 obras que representan la trayectoria del artista. La muestra del 2012 incluyó obras como "El Pedregal y los pirules,” “Cerro de órganos” y “Tres amates” ya que demuestran su paciencia con el trabajo detallado.
Más adelante en su vida, las obras de caridad incluyen una donación de la pintura para la apertura del museo Museo Universitario de Ciencias y Artes en 1991. También creó unan beca para la Escuela de Artes Plásticas “Rubén Herrera” en Coahuila .
Algunos otros premios que obtuvo son:
- Mención honorífica de la Exposición La Ciudad de México Interpretada por sus Pintores - 1949
- Premio Adquisición del Patronado del Salón de la Plástica Mexicana - 1957
- Mención Honorífica en el Salón Nacional de Paisaje - 1961

## Arte
Creó obras en grabado, aquatinta y punta seca, así como en óleos, dedicando la mayor parte de su obra a la captura de los paisajes cambiantes mexicanos En 2010, el director de INBA, Teresa Vicencio, otorgó un diploma a Moreno reconociéndolo oficialmente como el "heredero" de otros artista paisajistas José María Velasco y Dr. Atl así como el de “embajador de nuestras."  Su trabajo, en especial aquellas representaciones de bosques, tienen elementos similares del romántico Alemán Romanticista, David Friedrich. Se mantuvo fiel a la pintura de paisaje de toda su vida.
Moreno comenzó su carrera como artista paisajista en un momento cuando la relación entre la tierra y la gente era promovida por elementos de la identidad de México. No era suficiente para pintar simplemente lo que está allí, sino relacionarlo con la gran historia de México, especialmente su historia prehispánica. Sin embargo Moreno rechazó esta en su mayor parte especialmente al final de su carrera prefiriendo representaciones más realistas como un testigo de los fenómenos naturales, la sensación de que tratar de hacer más de lo fue la caída de clichés. Sin embargo, esto hizo de Moreno un innovador que rompió con las convenciones anteriores en la pintura de paisaje, tales como el equilibrio, la proporción y la armonía prefiriendo pintar su primera impresión del sitio. Rechazó la folklorización de la pintura de los paisajes, tales como los realizados por el Costumbrismo en el siglo 19 y con la manipulación del color en formas no naturales.
A pesar de que ha pintado paisajes de zonas de Europa y América del Sur, el centro de su trabajo ha sido México. El pintor afirmó que pinta el paisaje con el que se encuentre, incluso áreas que han sido devastadas ecológicamente. Él declaró en 2010: "No solamente veo desde lejos, también veo detalles como la destrucción, pobreza, miseria, y belleza. Yo no hago escenas bonitas, yo hago pinturas que son interesantes o trascendentes, al menos para mi."
Mientras que él no se consideraba a sí mismo como un activista ecológico, el expresaba su preocupación por el deterioro de los paisajes naturales de México y su arte lo testifica. Él dijo en una ocasión, "Con mi trabajo quiero hacer que la gente joven entienda que su tierra y sus expresiones son importantes porque es una manera para ellos de sentirse a sí mismos, para estar orgullosos de lo que son y dar un testimonio propio." Algunos de sus primeros paisajes eran del Pedregal de San Ángel, con sus flujos de lava endurecida. Sin embargo, solo los restos de ese ecosistema se mantienen debido a la expansión urbana. La selva Lacandona se ha reducido a una cuarta parte de lo que era desde su primera visita en 1944